# Епархия Пинары

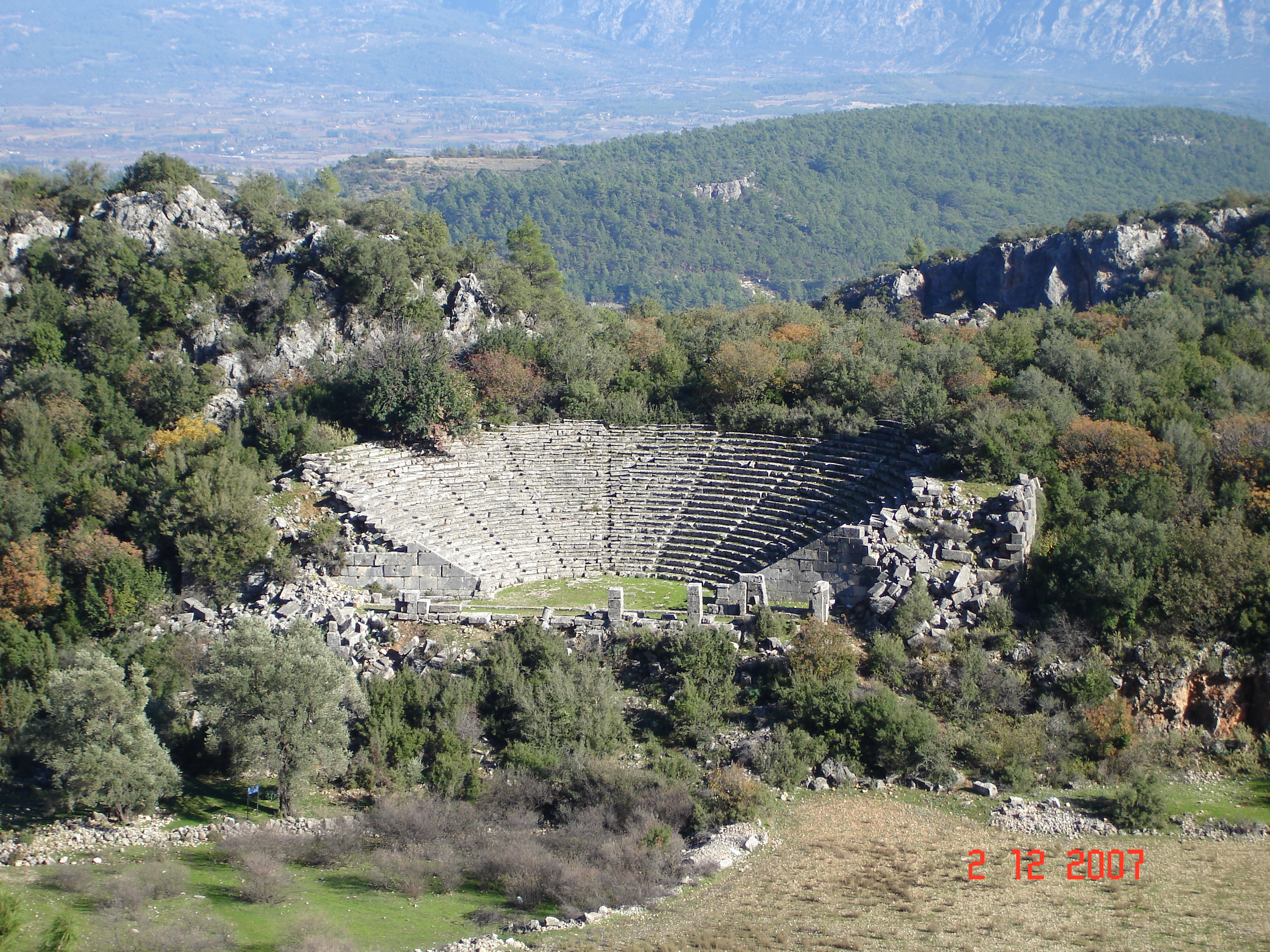
Амфитеатр Пинары

Епархия Пинары (лат. Dioecesis Pinarensis) — титулярная епархия Римско-Католической церкви.

## История
Античный город Пинара, идентифицируемый сегодня с археологическими раскопками «Minara» на территории современной Турции, находился в провинции Ликия Диоцеза Азия. В первые века христианства Пинара была центром одноимённой епархии, которая входила в митрополию Миры Константинопольского патриархата. Епархия Пинары прекратила своё существование в IX веке.
С 1893 года епархия Пинары является титулярной епархией Римско-Католической церкви.

## Греческие пископы
- епископ Евстахий (упоминается в 359 году);
- епископ Илиодор (упоминается в 458 году);
- епископ Зенас (упоминается в 692 году);
- епископ Феодор (упоминается в 787 году);
- епископ Афанасий (упоминается в 879 году).

## Титулярные епископы
- епископ святой Эсекель Морено-и-Диас OAR[1] (23.10.1893 — 2.12.1895) — назначен епископом Пасто;
- епископ Джон Джозеф Гленнон (24.03.1896 — 13.10.1903) — назначен архиепископом Сент-Луиса;
- епископ François-Lazare Seguin M.E.P. (23.02.1907 — 11.09.1942);
- епископ Leo Binz (21.11.1942 — 15.10.1949);
- епископ Cándido Rada Senosiáin S.D.B. (22.12.1949 — 31.03.1960) — назначен епископом Гуаранды;
- епископ Alejandro Menchaca Lira (13.09.1960 — 21.07.1974);
  - вакансия с 1974 года по настоящее время.

## Источник
- Annuario Pontificio, Libreria Editrice Vaticana, Città del Vaticano, 2003, стр. 754, ISBN 88-209-7422-3
- Pius Bonifacius Gams, Series episcoporum Ecclesiae Catholicae, Leipzig 1931, стр. 449  (лат.)
- Michel Lequien, Oriens christianus in quatuor Patriarchatus digestus, Parigi 1740, Tomo I, coll. 975—976  (лат.)